# 托克塔尔·奥巴基罗夫
托克塔尔·翁加尔巴耶维奇·奥巴基罗夫（羅馬化：Toqtar Oñğarbaiūly Äubäkırov；1946年7月27日—）是哈薩克族空军军官，哈萨克斯坦共和国首位宇航员。

## 经历
1946年7月27日出生于哈萨克苏维埃社会主义共和国卡拉干達州的卡尔卡拉雷区。1962年开始在机械厂担任车工。1969年毕业于阿尔马维尔高级空军飞行员学校。1976年至1991年担任米高扬设计局试飞员。1979年毕业于莫斯科航空学院。

### 宇航员生涯
他曾经在北极执行长途任务，来测试战机的导航系统。他试飞的还有苏-27和米格-29等战斗机。1988年10月31日，他试飞时的凸显的勇气和英雄气概，被授予“蘇聯英雄”荣誉称号。1989年11月1日，他驾驶米格-29K战斗机的原型机，在第比利斯号航空母舰（现库兹涅佐夫号）上试飞成功。1990年被授予“苏联功勋试飞员”荣誉称号。
1991年10月2日，他作为科研航天员，与指令长亚历山大·沃尔科夫和奥地利工程师弗朗茨·菲伯克乘坐联盟TM-13前往和平号空间站执行短期科研任务，10月10日与菲伯克乘坐联盟TM-12返回地球。

### 政治生涯
1992年至1993年为哈萨克斯坦共和国第一副国防部长。1993年至1994年担任哈萨克斯坦共和国国家航空航天局局长。自1996年以来担任哈萨克斯坦共和国总统顧問。

## 荣誉
- 蘇聯英雄荣誉称号（1988年）
- 哈萨克斯坦英雄荣誉称号（1995年）
- 哈萨克斯坦祖国勋章（1995年）
- 列寧勳章（1988年）
- 苏联功勋试飞员荣誉称号（1990年）
- 苏联宇航员荣誉称号（1991年）
- 哈萨克斯坦宇航员荣誉称号
- 苏联荣誉徽章勋章（1987年）

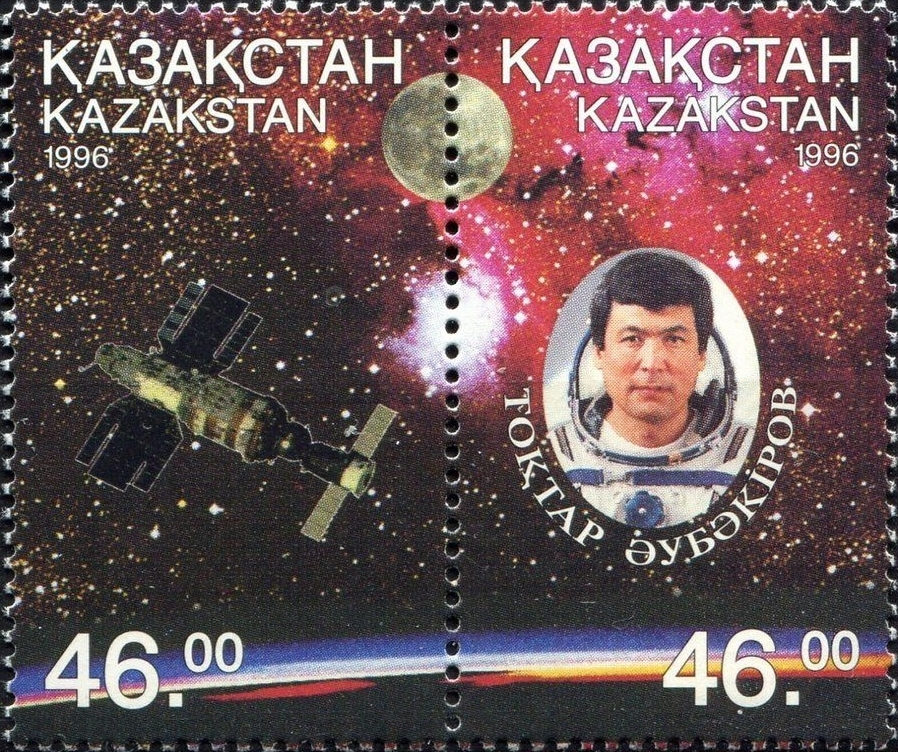
1996年邮票

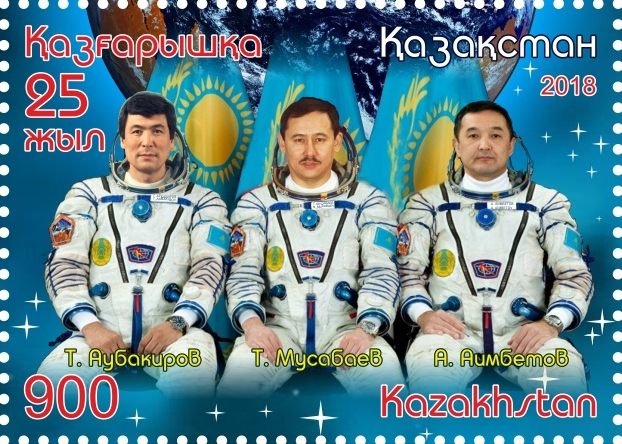
奥巴基罗夫、穆萨巴耶夫、艾姆别托夫

- 奥地利共和国服务金质荣誉勋章（1993年）[8]
- 十月革命勋章（1991年）
- 太空探索優異獎章（2011年）[9]